# Зелений Гай (Павлоградський район)
Зелений Гай — село в Україні, у Павлоградському району Дніпропетровської області. Населення за переписом 2001 року становить 45 осіб. Колишній орган місцевого самоврядування - Писарівська сільська рада.

## Географія
Село Зелений Гай знаходиться на півдні Павлоградського району на правому березі річки Середня Терса. На півдні межує з селом Цибуляни (Синельниківський район), на сході з селом Катеринівка (Синельниківський район), на півночі з селищем Роздори (Синельниківський район) та на північному заході з селом Нововознесенка (Синельниківський район). Поруч проходять автомобільна дорога Т 0401 і залізниця, станція Платформа 262 км за 1 км.

## Населення

### Мова
Розподіл населення за рідною мовою за даними перепису 2001 року:
| Мова       | Кількість | Відсоток |
| ---------- | --------- | -------- |
| українська | 40        | 88.89%   |
| російська  | 4         | 8.89%    |
| болгарська | 1         | 2.22%    |
| Усього     | 45        | 100%     |

## Пам'ятки
Східніше села розташована ботанічна пам'ятка природи місцевого значення Балка Садова.

## Інтернет-посилання
- Погода в селі Зелений Гай [Архівовано 7 червня 2016 у Wayback Machine.]

1. ↑  Рідні мови в об'єднаних територіальних громадах України — Український центр суспільних даних